# Heliogomphus nietneri
Heliogomphus nietneri är en trollsländeart som först beskrevs av Hagen in Selys 1878.  Heliogomphus nietneri ingår i släktet Heliogomphus och familjen flodtrollsländor. IUCN kategoriserar arten globalt som akut hotad. Inga underarter finns listade i Catalogue of Life.